# Хорхе Гутьєррес
Хорхе Р. Гутьєррес (ісп. Jorge R. Gutiérrez; 15 січня 1975, Мехіко, Мексика) — мексиканський аніматор, художник і режисер. Отримав нагороду Енні та Еммі. 

## Життєпис
Хорхе народився у січні 1975 року в Мехіко (Мексика), виріс у Тіхуані. Здобув освіту в Каліфорнійському інституті мистецтв, де навчався на курсі експериментальної анімації під керівництвом Жюльза Енґеля. 
Одружений з Сандрою Екіуе. Вони створили мультсеріал Ель Тигре: Пригоди Менні Рівери. У 2007 році цей серіал був показаний по Нікелодеон. 

## Фільмографія
- Carmelo
- Jorge Gutierrez' El Macho
- ChalkZone (2002)
- Pepe the Bull
- ¡Mucha Lucha!
- The Buzz on Maggie (2005)
- Мая та Мігель (2004)
- Brandy & Mr. Whiskers
- Ель Тигре: Пригоди Менні Рівери
- Carmen Got Expelled
- Mad
- Книга життя (2014)
- Оз: Нашестя летючих мавп (2015)